# Société académique d'architecture de Lyon
La Société académique d'architecture de Lyon est une société savante fondée en 1830 par Claude-Anthelme Benoit, située au 30-32 cours Bayard à Lyon.

## Historique
La Société académique d'architecture de Lyon a été fondée en 1830 par les architectes Claude Cochet, Pascal Gay, Antoine-Marie Chenavard et René Dardel.

## Membres
Pierre Bossan, Louis Sainte-Marie Perrin, Gaspard André, Michel Roux-Spitz ou encore Tony Garnier ont été membres de la Société académique d'architecture de Lyon.

### Présidents
- Claude-Anthelme Benoit
- Augustin Chomel[2]
- Jean-Prosper Bissuel[3]
- Tony Desjardins

| Portrait               | Identité                             | Période | Période | Durée |
| Portrait               | Identité                             | Début   | Fin     | Durée |
| ---------------------- | ------------------------------------ | ------- | ------- | ----- |
| Tony Desjardins        | Tony Desjardins (1814 - 1882)        | 1859    |         |       |
| Jean-Prosper Bissuel   | Jean-Prosper Bissuel (1807 - 1872)   | 1867    | 1868    | 1 an  |
| Augustin Chomel        | Augustin Chomel (1857 - 1923)        | 1913    | 1919    | 6 ans |
| Claude-Anthelme Benoit | Claude-Anthelme Benoit (1794 - 1876) |         |         |       |

## Archives de la société
La SAAL collecte, trie et classe les archives d'architectes de la région de Lyon. Par convention avec la ville de Lyon, certains fonds traités par la SAAL sont déposés aux Archives municipales de Lyon.